# Etienne Orban de Xivry
Etienne Jules Antoine Marie Joseph Ignace Ghislain Charles Orban de Xivry (Leuven, 18 februari 1885 - aldaar, 23 juli 1953) was een Belgisch senator.

## Levensloop
Baron (1922) Etienne Orban de Xivry was de oudste zoon van senator Alfred Orban de Xivry en van Henriette Roberti (1862-1944). Hij promoveerde tot doctor in de rechten aan de Katholieke Universiteit Leuven waar hij lid was van K.A.V. Lovania Leuven en werd advocaat.
Tijdens de Eerste Wereldoorlog was hij oorlogsvrijwilliger.
Hij trouwde in 1914 met Ludwine de Vrière (1889-1916). Zijn eerste echtgenote overleed in Folkestone, korte tijd na de geboorte van hun dochter. Die dochter trad onder de naam zuster Ludwine in het klooster en werd later missionaris in Burundi. Bij testament van haar grootvader langs moederszijde erfde zij het Kasteel van Zellaer, dat zo in bezit kwam van het bisdom.
Hij hertrouwde in 1919 met de jongere zus Marie-Léonie de Vrière (1892-1934) van zijn overleden echtgenote. Uit het tweede huwelijk had hij negen kinderen, onder wie vier zoons Alfred (1920), Augustin (1927), Charles (1931), die voor verdere naamdragers zorgden, en Louis (1934-1944). De dochters waren Marie-Thérèse (1921-2005), Stéphanie (1923), Jeanne (1924-2009), Agnès (1925) en Grégoire (1929). Drie van hen trouwden met leden van de adel. Zijn tweede echtgenote overleed kort na de geboorte van hun jongste zoon Louis. Louis kwam in 1944 om in een brand in zijn buitenverblijf te Laroche.
In 1939 werd hij verkozen tot katholiek senator voor het arrondissement Aarlen-Bastenaken-Marche en vervulde dit mandaat tot in 1950.